# شیمابارا، کیوتو

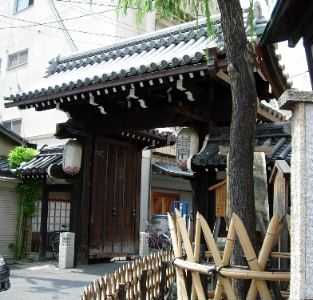
دروازه ورودی شیمابارا

شیمابارا (به ژاپنی: 島原 Shimabara) یک منطقه سرخ (یوکاکو) در کیوتو بود. شیمابارا بعدها به یک منطقه گیشا (هاناماچی) تبدیل شد.